# Thames Water
Thames Water ist ein privates britisches Wasserversorgungsunternehmen. Das Unternehmen war seit 2001 ein Tochterunternehmen des deutschen Energiekonzerns RWE. Nach einer Verkaufsankündigung im Januar 2006 befindet sich das Unternehmen seit Oktober 2006 im Besitz von Kemble Water, einem Konsortium unter Leitung eines australischen Investmentfonds. Es versorgt 8,7 Millionen Kunden im Großraum London und den umliegenden Regionen mit Trinkwasser und betreibt die Abwasserentsorgung. 
Thames Water entstand 1989 unter der Regie der neoliberalen britischen Regierungschefin Margaret Thatcher aus der 1973 gegründeten staatlichen Wasserbehörde Thames Water Authority als Thames Water Utilities Limited (vergleichbar einer Aktiengesellschaft). Mit der Firmengründung wurde das Ziel verfolgt, privates Kapital zur Sanierung des verfallenden Londoner Wasser- und Abwassersystems zu mobilisieren.

## Das Leitungssystem

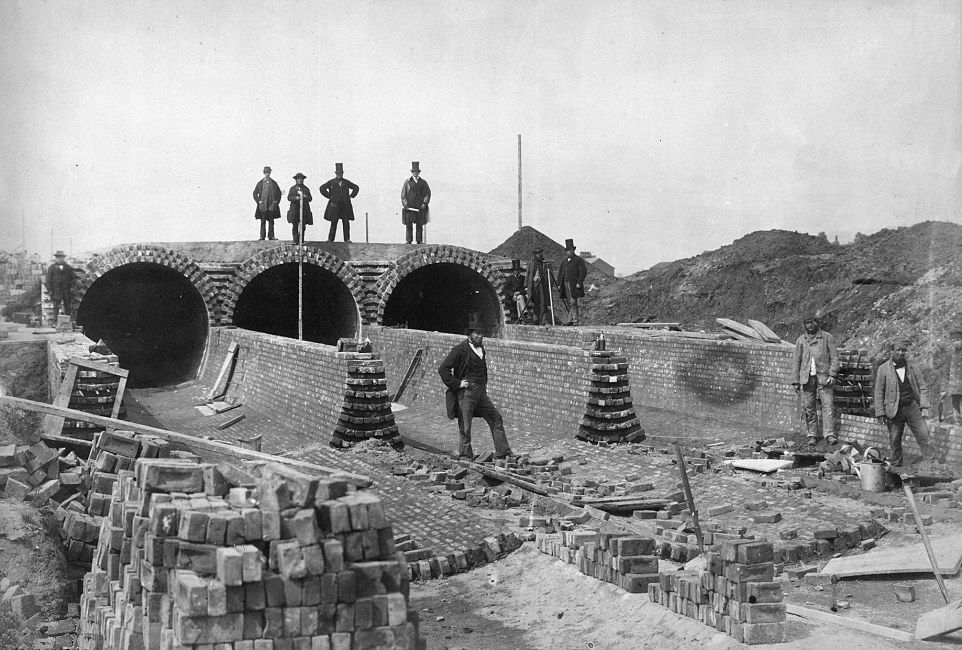
Bauarbeiten am Abwassersystem in London 1860

Das Versorgungssystem besteht aus 32.000 km Trinkwasserleitungen und 108 000 km Abwasserleitungen. Der Londoner Teil ist das älteste Netz einer Großstadt und entsprechend groß sind die Schäden an den Leitungen. Nach Schätzungen versickerten im Mai 2006 über 30  Prozent des Trinkwassers aus den Leitungen im Boden und der Wasserdruck in den Leitungen schwankt ständig. Durch eingedrungene Luft in den Leitungen wird das Wasser schal.

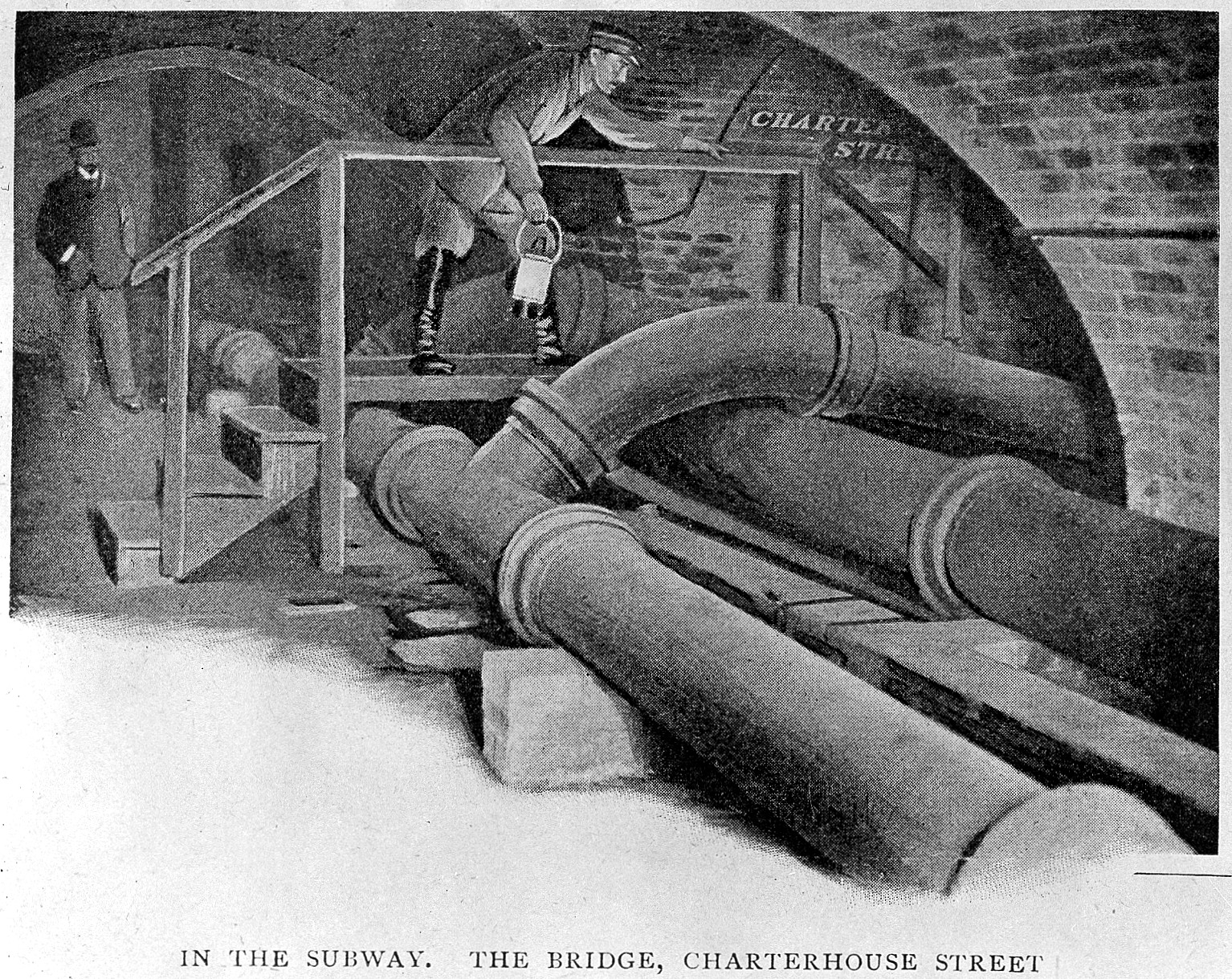
Abwasserleitungen an der Chaterhouse Street in London im 19. Jh.

Die Verluste im Wasserversorgungssystem werden durch zusätzliche Wasserreservoire am Unterlauf der Themse ausgeglichen. Diese beziehen das Trinkwasser aus Filterbrunnen des stark verschmutzten Themsewassers. Allein etwa 50 Mal im Jahr werden infolge überlasteter Kanäle Direkteinleitungen ungereinigter Abwässer in die Themse erforderlich, die zur Verschmutzung der Uferbrunnen beitragen.
Die Londoner Abwasserkanäle stammen aus dem 19. Jahrhundert und wurden mit Ziegeln gemauert. Durch den intensiven Verkehr der Millionenstadt unterliegen sie ständigen Erschütterungen, die den Verfall beschleunigen. Immer wieder staut sich Abwasser in gebrochenen Kanälen und tritt an die Oberfläche aus. Hierdurch wurde Thames Water zu dem englischen Unternehmen, das am häufigsten wegen Umweltdelikten belangt wurde.

## Das Unternehmen
Wichtigste Kapitaleigner waren US-amerikanische Pensionsfonds und Londoner Banken. Wie andere privatisierte Staatsunternehmen auch war Thames Water von allen Gewinnsteuern befreit worden. So konnten die Gewinnerwartungen der Kapitaleigner und des Managements mit zweistelligen Renditen und Gehaltssteigerungen der Manager bald erfüllt werden. Jedoch stiegen die Wasserpreise ebenfalls an, während Investitionen in das überalterte Leitungsnetz ausblieben.
In den 1990er Jahren erschien den internationalen Kapitalanlegern und den Versorgungsunternehmen das Geschäft mit dem Wasser als „blaues Gold“. RWE beabsichtigte, seinen französischen Konkurrenten Vivendi/Veolia und Suez/Ondeo auf dem Weltmarkt Paroli zu bieten. Als Basis für den Einstieg in das Wassergeschäft bot sich 1999 Thames Water mit seinen 8 Millionen Wasserkunden und 15 Millionen Abwasserkunden an. Darüber hinaus brachte es seine Beziehungen im britischen Commonwealth ein, die für die Expansion in Asien, Australien, Afrika, den USA, Kanada und in Südamerika von großem Vorteil waren. Der teuerste Zukauf hierbei war mit 8 Mrd. € American Water Works Company – das größte US-Wasserunternehmen. Das Unternehmen hat Anfang 2006 insgesamt ca. 70 Millionen Kunden weltweit.
Die Gewinnkalkulationen von RWE wurden auf Grund anhaltender Proteste in der Londoner Bevölkerung durchkreuzt. Zunächst machte sich der Londoner Bürgermeister Ken Livingstone zum Anwalt der Verbraucher. Er riet seinen Mitbürgern: „Benutzen Sie nach dem Urinieren die Klospülung nicht mehr! Sparen Sie das Wasser für Ihren Tee auf.“ Schließlich schritt die Regulierungsbehörde Ofwat (Office of Water Services) ein und verlangte von RWE 714 Mio. € an Investitionen für die Trinkwasserleitungen und 470 Mio. € für die Abwasserkanäle, die im Zeitraum zwischen 2005 und 2010 zu erbringen sind. Damit soll der tägliche Wasserverlust von 915 Millionen Liter auf 725 Millionen Liter gesenkt werden. Thames Water wurde es untersagt, die Investitionen auf die Wasserpreise umzulegen und eine größere Jahresrendite als sechs Prozent auszuweisen. Dennoch gelang es RWE, sein Betriebsergebnis 2005 um zwei Prozent auf 1,4 Mrd. € zu steigern.
Nach einem Bieterverfahren kündigte RWE an, nach Zustimmung der Kartellbehörden Thames Water für £ 4,8 Mrd. an das Konsortium Kemble Water verkaufen zu wollen. Am Bieterverfahren hatten sich Terra Firma Capital Partners und ein Konsortium aus der Schweizer Investmentbank UBS und Katar beteiligt. Kemble Water übernahm auch die Schulden von Thames Water in Höhe von £ 3,2 Mrd. Hinter Kemble Waters steht ein Konsortium mit der australischen Macquarie Bank.
Aufgrund einer starken Verschuldung in Höhe von 18 Milliarden Pfund (Stand: 2024) geriet das Unternehmen in den 2020er Jahren zunehmend in eine Finanzkrise, die durch hohe Geldstrafen noch verstärkt wurde. Die marode Infrastruktur und fehlende Kapazitäten zur Abwasserbehandlung machten in der Vergangenheit bei mehreren britischen Wasserversorgern die Einleitung ungeklärter Abwässer in Flüsse und das Meer notwendig. Hierfür wurde Thames Water im August 2024 zu einer Strafzahlung von 104 Millionen Pfund verurteilt. Im Frühjahr 2024 erklärte die Holdinggesellschaft Kemble Water Finance ihre Zahlungsunfähigkeit. Neben einer drohenden Insolvenz von Thames Water wurden im Zuge der Krise auch die Möglichkeit einer Verstaatlichung oder Zwangsverwaltung diskutiert.